# أليسكاندرا كرفنداكيتش
أليسكاندرا كرفنداكيتش (بالصربية: Александра Црвендакић) مواليد 17 مارس 1996 في صربيا والجبل الأسود، هي لاعبة كرة سلة صربية. بدأت مسيرتها الاحترافية في سنة 2009. وتحمل الرقم 11. مثلت منتخب بلادها. شاركت في دورة الألعاب الأولمبية الصيفية سنة 2016.

## الميداليات
| الميدالية | المسابقة                       |
| --------- | ------------------------------ |
| برونزية   | الألعاب الأولمبية الصيفية 2016 |

## روابط خارجية
- أليسكاندرا كرفنداكيتش على موقع الاتحاد الدولي لكرة السلة (الإنجليزية)
- أليسكاندرا كرفنداكيتش على موقع كرة السلة الأوروبية.كوم (الإنجليزية)
- أليسكاندرا كرفنداكيتش على موقع بروبوليرز (الإنجليزية)
- أليسكاندرا كرفنداكيتش على موقع سبورتس رفرنس (الإنجليزية)
- أليسكاندرا كرفنداكيتش على موقع اللجنة الأولمبية الدولية (الإنجليزية)
- أليسكاندرا كرفنداكيتش على موقع أوليمبيديا (الإنجليزية)
- أليسكاندرا كرفنداكيتش على موقع اللجنة الأولمبية الصربية (الصربية)